# Dodrans
Der Dodrans ist eine Bronzemünze, die während der Zeit der römischen Republik geprägt wurde.
Der Dodrans spielte keine große Rolle im Münzwesen der Römer. Sein Wert beträgt 9 Unciae. Dieser Wert setzt sich zusammen aus den drei Wertkugeln, die auf dem Revers zu erkennen sind (jede Wertkugel steht für eine Uncia) und dem Zeichen „S“, das sich auch auf den Semisses finden lässt. Das „S“ steht für ein halbes As, also für 6 Unciae.
Insgesamt wurden vom Dodrans bisher nur zwei Typen gefunden, die alle um das Jahr 125 v. Chr. geprägt wurden. Die erste Prägung fand unter dem Münzmeister Marcus Caecilius Metellus statt, die zweite unter Gaius Cassius Parmensis. Danach wurde die Prägung dieses Nominals eingestellt.
Auf dem Avers ist bei allen Typen die nach rechts blickende Büste des Vulkan zu sehen, der eine lorbeerbekränzte Kappe trägt und Zangen über der Schulter hat; auf dem Revers eine nach rechts weisende Prora, darüber steht der Name des Münzmeisters, darunter „Roma“. Vor der Prora stehen die Wertzeichen.